# Çıkrıkçı, Turgutlu
Çıkrıkçı là một xã thuộc huyện Turgutlu, tỉnh Manisa, Thổ Nhĩ Kỳ. Dân số thời điểm năm 2011 là 923 người.